# Eilema proleucodes
Eilema proleucodes är en fjärilsart som beskrevs av Sergius G. Kiriakoff 1958. Eilema proleucodes ingår i släktet Eilema och familjen björnspinnare. Inga underarter finns listade i Catalogue of Life.